# 宏池会
宏池会（こうちかい）は、かつて存在した自由民主党の派閥。1957年6月に池田勇人を中心に結成された。
自由党の流れをくむ保守本流の派閥であり、自民党内では伝統的にハト派の政策集団として知られた。

## 概要
木曜研究会が前身の政策科学的機構としては、宏池政策研究会と定義される。吉田茂が率いた自由党の流れをくむ保守本流の派閥である。宏池会から分裂した志公会（麻生派）や有隣会（谷垣グループ）もこれに含まれる。
吉田茂の直系の弟子である池田勇人によって創立されて以来、大平正芳・鈴木善幸・宮澤喜一・岸田文雄と5人の内閣総理大臣・自民党総裁を輩出、野党時代にも河野洋平、谷垣禎一と2人の自民党総裁が出ており、自他共に名門派閥と見なされてきた。更に、宏池会に源流を持つ分派の麻生太郎や、かつて所属経験のある菅義偉も総理・総裁となっている。
元来、池田を取り巻く官僚出身の議員やスタッフを中心に形成されたという沿革もあり、今日に至るまで政策に通じた議員が多く在籍する。しかし、政策に明るいものの政争に暗いと評され、「公家集団」と揶揄されることもしばしばみられる。
当初から離合集散を繰り返してきた自民党各派閥に比べて、各会長の下で一致結束して派閥を継続してきたとされ、自民党草創期の名称を今日まで維持している唯一の派閥でもある。しかし、後述のように派内抗争とも無縁ではなく、特に1993年の野党転落を機に派の主導権争いが激化してからは分派や合流を繰り返し、先述のように現在では宏池会、志公会（麻生派）や有隣会（谷垣グループ）と3つの集団に分かれている。

### 政策
安全保障では日米関係を重視しながらも、伝統的にハト派の政策集団として知られた。第1次小泉内閣以降、タカ派が主流化する中、宏池会再結集においてはリベラル派の再結集をアピールした。
創立当初からの思想・政策には以下の特徴がある。
1. 先の大戦に至る国策の誤りを反省
2. 言論・表現・学問・信仰の自由などの制約に基本的に反対
3. 日本国憲法を尊重する基本姿勢（かたくなな護憲ではない）
4. 経済優先、軽武装
5. 相手の価値観に敬意を払う自由主義・民主主義の基本姿勢を背景とした「寛容」の重視
6. 国家の独立性に強い関心

### 名称
「宏池会」の名は、後漢の学者・馬融の「高光の榭（うてな）に休息し、以て宏池に臨む」という一文（出典は『広成頌』）から、陽明学者安岡正篤が命名したものである。池田勇人の「池」の字、池田の出身地である広島の「ひろ」を「宏」に掛けているともいわれる。

### 事務所
創設以来、赤坂の日本自転車会館1号館に事務所が置かれていたが、再開発によりビルの取り壊しが決定したため、永田町の全国町村会館に移った。

## 沿革

### 結成

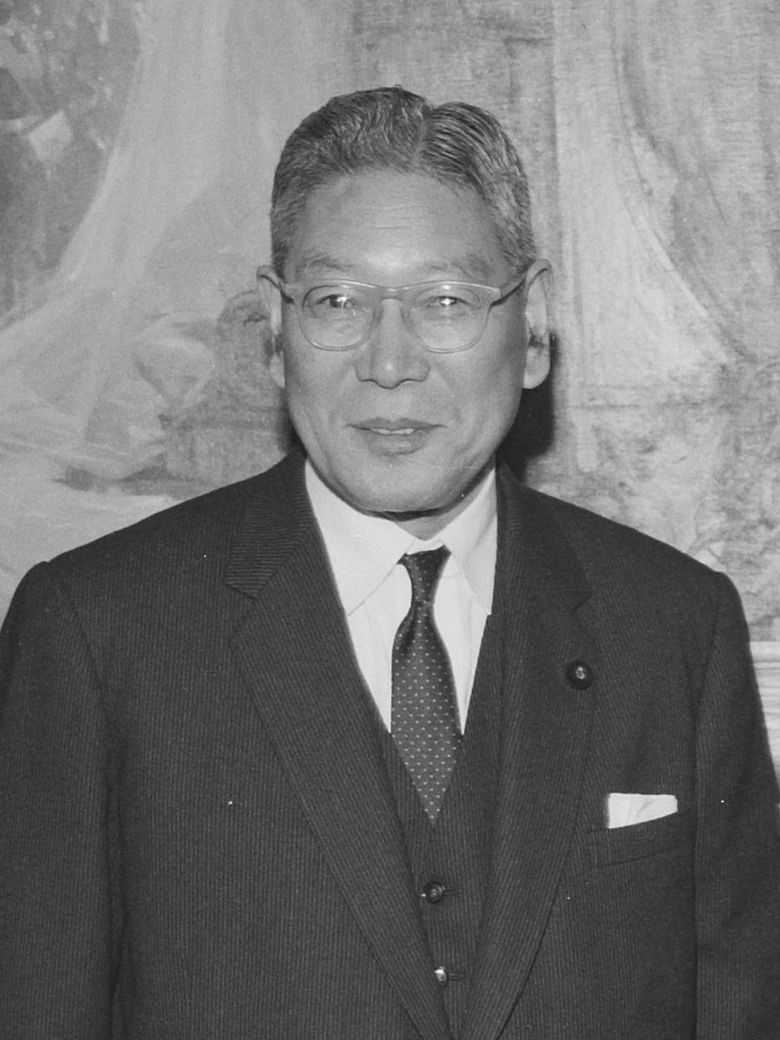
池田勇人

1957年6月、池田勇人後援会として「宏池会」が結成された。
1960年7月14日に行われた自民党総裁選で池田が当選。7月19日に内閣総理大臣に就任した。
池田は、旧自由党の吉田茂派（吉田学校）を同門の佐藤栄作（周山会）と分ける形で派閥を形成し、池田の下には前尾繁三郎・大平正芳・黒金泰美・鈴木善幸・宮澤喜一・小坂善太郎など官僚系を中心とした人材が結集した。また、派のブレーンにはやはり大蔵官僚出身の下村治・田村敏雄などが集まり政策を立案していった。

### 前尾派・大平派時代
1964年11月9日、池田は首相を退陣。

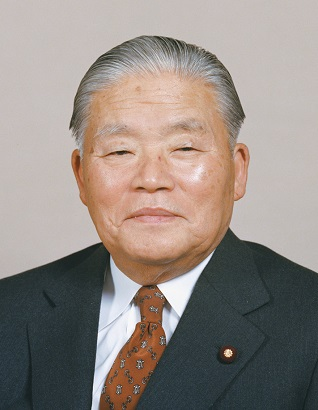
大平正芳

1965年8月13日、池田が病死。同日、前尾繁三郎が2代会長に就任した。
1971年、佐藤四選を許した前尾に飽き足りない田中六助・田沢吉郎・塩崎潤ら若手議員は大平正芳を担いで、前尾を会長から下ろした（大平クーデター）。同年4月16日、大平が3代会長に就任。
大平派においては、伊東正義・斎藤邦吉・佐々木義武が「大平派三羽烏」と呼ばれた。大平は総理総裁に就任すると椎名裁定以来の総幹分離の慣例を破って総裁派閥である斎藤邦吉を幹事長に起用し、大平―斎藤ラインで1979年衆院選を行い、自派閥衆議院議員を50名に増やした。

### 鈴木派・宮澤派時代

鈴木善幸

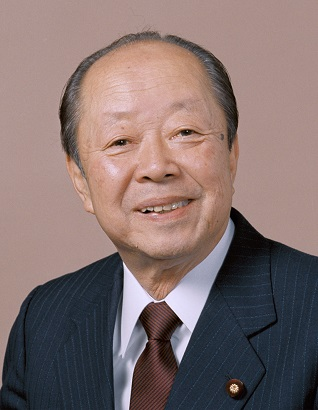
宮澤喜一

1980年6月12日、衆院選・参院選の最中に大平が急逝。同年7月15日、鈴木善幸が宏池会代表（のち会長）に就任。7月17日、鈴木は内閣総理大臣に就任。鈴木は元来、大平を総裁とすべく尽力してきた裏方の調整役であり、派閥を率いて総裁を目指す人物とはみなされていなかったが、反主流派の造反に端を発する総選挙の中での大平急逝という特異な状況下、党内融和を求める空気の中で同じ宏池会の実力者であり、キングメーカーの田中角栄とも関係が良好な鈴木に白羽の矢が立つことになった。この時期の宏池会では、大平の後継を巡り宮澤喜一と田中六助の間に「一六戦争」と呼ばれる抗争が繰り広げられていたため、鈴木の代表就任は決着がつくまでの当面のつなぎという性格も強かった。宮澤は早くから将来を嘱望される存在であったものの、人望と政治的手腕に欠け、一方の田中（六）は鈴木善幸の擁立や新自由クラブとの連立工作などで存在感を増してゆく。背景には宮澤嫌いで知られる田中角栄と、宮澤を好んだ福田赳夫による「角福戦争」がある。
鈴木退陣後は中曽根康弘総裁の下で「半主流派」などと揶揄される。二階堂擁立構想では、鈴木ら派幹部が主導的役割を演じた。宮澤と田中六助の後継争いは、1985年1月31日に田中が死去したことで、宮澤の継承で落ち着いた。宮澤の会長就任時期は「1986年6月」と示す資料がある一方で、宏池会の公式サイトは「1987年9月4日」と記述している。
1987年10月8日、自民党総裁選が告示され、宮澤、竹下登、安倍晋太郎の3人が立候補するも、10月20日の「中曽根裁定」により竹下に敗れた。
1991年10月27日に行われた自民党総裁選で、宮澤は竹下派の後押しを受けて総裁に当選。11月5日、宮澤は内閣総理大臣に就任した。
その竹下派の分裂が引き金になり、自民党は1993年に野党に転落することになった。野党転落後は宮澤が会長に留任したまま、宏池会の河野洋平が総裁となり、1994年に自社さ連立を実現させ、与党に復帰する。しかし河野総裁の任期中から宮澤の後継争いも絡んで加藤紘一と河野との対立が深刻化し（「KK戦争」）、加藤が1995年の総裁選で橋本龍太郎を支持したこともあり、河野は総裁続投断念に追い込まれる。河野は総理に就任しない最初の総裁となった。

### 加藤派、加藤の乱

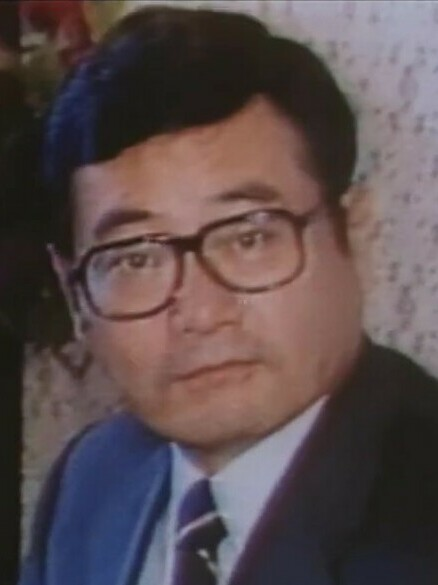
加藤紘一

1998年12月22日、加藤紘一が第6代会長に就任。同月、河野は派閥を離脱し、派内の反加藤議員を結集して1999年1月に大勇会を結成した。長らく結束を保ってきた宏池会にとって最初の分裂だったが、翌年にはさらなる激震に見舞われることになる。
2000年11月に野党から提出された森内閣不信任案に加藤は同調。しかし派閥全体を動かすことができずに尻すぼみに終わった（加藤の乱）。結果、加藤を支持するグループと、反加藤グループ（堀内派）に分裂し、両派が互いに「宏池会」と名乗る異常な事態となった（加藤グループは、2年後に加藤が秘書のスキャンダルで議員辞職に追い込まれて小里貞利が継承。その後小里が政界引退し、2005年9月26日の派閥総会で谷垣禎一が会長に就任）。
宏池会分裂時の各派閥についての詳細は、以下の項目も参照。
- 宏池会 (古賀派)
- 宏池会 (谷垣派)

### 小泉政権
5年半の長期政権となった小泉政権においては、谷垣派は谷垣自身がほぼ一貫して重要閣僚を担っていたため事実上の主流派として政権を支える一方、堀内派は政権に対する距離が定まらず、2003年の総裁選などでも派内対立が激化した。2005年のいわゆる郵政法案とその後の郵政解散を巡っては、堀内光雄会長が反対票を投じて離党に追い込まれ、古賀も棄権票を投じたため誓約書を書かされた上でようやく公認を得るなど苦汁を舐めさせられている。小泉の「脱派閥」方針で一貫して派閥の弱体化が進んだ時期だったが、相対的に小泉の出身派閥である清和会の存在感が増していくと、それに対する対抗の意味もあり、宏池会の再結集が語られるようになっていった。

### 宏池会結集構想
2006年に入ると、河野グループも含めた旧宮澤派の流れを汲む三派の再結集を目指す大宏池会構想が具体的に表面化した。谷垣と河野グループ（当時）所属の麻生太郎がポスト小泉に名乗りを上げているため、2006年9月の自民党総裁選が終了した10月頃の合同で三派幹部の認識は一致しており、「大宏池会」への流れは加速していると見られてきた。
同年10月5日、古賀誠が第8代会長に就任。
総裁候補を有しない丹羽・古賀派内部では若手議員を中心に安倍待望論が根強く、丹羽雄哉・古賀誠も事実上の安倍支持を表明、さらに丹羽・古賀派のベテランである柳澤伯夫が安倍陣営の選対本部長に就任（後に厚生労働大臣）。安倍が勝利した総裁選後の人事では丹羽・古賀派からは丹羽が総務会長に就任したのに加え、4人を閣僚に送り込み、河野グループ（2006年12月以降、麻生派）でも麻生外相が留任するなど主流派となったのと対照的に、谷垣派は完全に要職から外れた。さらに総裁選後は丹羽・古賀派の古賀系の議員による丹羽外しの動きが見られた。
2007年、安倍退陣後の総裁選においては総裁選の過程で早くから谷垣・古賀が派として福田康夫支持を打ち出し、対立候補の麻生を一転劣勢に追い込んだため「麻生包囲網」などと言われた。福田政権においては古賀・谷垣自ら三役入りする一方で、麻生は入閣を拒否し反主流派に回った。かつての盟友である麻生・古賀の関係が冷え込んだのもこの時期である。
このように三派の関係や各派内部においても溝が生じたため、総裁選を過ぎた後は、大宏池会としての合流は困難な情勢となった。

### 古賀派・谷垣派の再合流
他方、上述の総裁選をきっかけに谷垣・古賀両派の関係は緊密化し、2007年末になって麻生派抜きの「中宏池会」として古賀派と谷垣派が2008年5月にも再合流することで両派閥が合意。これに伴い「宏池会」の名称で2つの派閥が並立する状態は7年ぶりに収束することになった。
その後、再合流は通常国会前が望ましいとの観点から2008年5月13日に前倒しされ、古賀が派閥会長に、谷垣が代表世話人に、堀内光雄が名誉会長に、逢沢一郎が事務総長に、それぞれ就任した。
中宏池会の成立により宏池会（2008年10月15日現在、61人）は、清和政策研究会（2008年6月20日現在、玉澤徳一郎含めて89名）、平成研究会（2008年2月13日現在、69人）に次ぐ第3派閥となり、ハト派勢力として党内に影響を与えると見られた。

## 歴代会長
| 代 | 会長       | 派閥呼称                                        | 期間            |
| -- | ---------- | ----------------------------------------------- | --------------- |
| 1  | 池田勇人   | 池田派                                          | 1957年 - 1965年 |
| 2  | 前尾繁三郎 | 前尾派                                          | 1965年 - 1971年 |
| 3  | 大平正芳   | 大平派                                          | 1971年 - 1980年 |
| 4  | 鈴木善幸   | 鈴木派                                          | 1980年 - 1986年 |
| 5  | 宮澤喜一   | 宮澤派                                          | 1986年 - 1998年 |
| 6  | 加藤紘一   | 加藤派                                          | 1998年 - 2001年 |
| -  | 分裂※1     | 加藤派→小里派→谷垣派 堀内派→丹羽・古賀派→古賀派 | 2001年          |
| 7  | 堀内光雄   | 堀内派                                          | 2001年 - 2006年 |
| 8  | 古賀誠※2   | 古賀派                                          | 2006年 - 2012年 |
| 9  | 岸田文雄   | 岸田派                                          | 2012年 - 2023年 |
| -  | 空席※3     | 岸田派                                          | 2023年 - 2024年 |

※1 加藤の乱をきっかけに、加藤派と堀内派に分裂

※2 谷垣派が古賀派に合流

※3 岸田の派閥離脱に伴う。後任は置かない

※4 太字は首相（総裁）経験者

※5 代数、期間は宏池会公式HPに拠る

## かつて所属していた人物
宏池政策研究会成立以後のものは、宏池政策研究会を参照。
- 小金義照
1962年、離脱して党風刷新懇話会を結成。
- 大橋武夫
離脱後、周山クラブを経て八日会に参加。
- 野田卯一
1966年、離脱。無派閥を経て八日会に参加。
- 小沢辰男
1972年、離脱。
- 小坂善太郎
1976年9月、離脱。
- 八田貞義
第34回衆議院議員総選挙落選後、離脱。政策科学研究所へ移籍。
- 佐藤栄佐久
1988年、議員辞職。
- 西岡武夫
1990年12月、除名。
- 山崎竜男
1991年、議員辞職。
- 河村たかし
1992年、自由民主党離党。日本新党に入党。
- 田中秀征
1993年、自由民主党離党。新党さきがけ結党に参加。
- 岩屋毅
1993年、自由民主党離党。新党さきがけ結党に参加。復党後は大勇会に参加。
- 笹山登生
第39回衆議院議員総選挙落選後、自由民主党離党。第40回衆議院議員総選挙では新生党公認。
- 浜田卓二郎、原口一博
1994年5月、自由民主党離党。新生党に入党。
- 津島雄二
1994年7月、自由民主党離党。翌年5月の復党後は平成研究会に入会。
- 菊池福治郎
1997年、議員辞職。
- 河野洋平
1998年12月、脱退。翌月、大勇会旗揚げ。
- 相澤英之、麻生太郎、石川要三、衛藤征士郎、粕谷茂、亀井久興、河野太郎、鈴木恒夫、東家嘉幸、中馬弘毅、松本純、森英介、浅野勝人
1999年1月、大勇会旗揚げに参加。
- 石原伸晃
加藤の乱を巡り、退会。
- 宮島大典
第42回衆議院議員総選挙落選後、第44回衆議院議員総選挙では民主党の公認を受ける。
- 宮本一三
第43回衆議院議員総選挙落選後、離脱。
- 田中英夫
第44回衆議院議員総選挙で非公認。
- 加藤紘一
2005年9月、最高顧問を辞任し、退会。
- 荒井正吾
2007年3月9日、議員辞職。
- 大仁田厚
2007年9月7日、自由民主党除名。

### その他国政選挙落選・引退者
※は、国政選挙落選者、◆は、政界を引退した者、●は、故人。括弧内は、議員でなくなった時点での議会所属。
- 佐々木秀世◆（衆・旧北海道2区）
- 阿部文男◆（衆・旧北海道3区）
- 渡辺省一※（衆・旧北海道4区）
- 伊藤郷一◆（衆・旧北海道5区）
- 北村直人※（衆・北海道7区）
- 岩本政光※（参・北海道）
- 西田信一※（参・北海道）
- 田沢吉郎※（衆・旧青森2区）
- 鈴木善幸◆（衆・旧岩手1区）
- 岩動道行●（参・岩手県）
- 市川一朗※（参・宮城県）
- 佐々木義武◆（衆・旧秋田1区）
- 中泉松司※（参・秋田県）
- 黒金泰美※（衆・旧山形1区）
- 阿部正俊◆（参・山形県）
- 大沼瑞穂※（参・山形県）
- 岸宏一◆（参・山形県）
- 伊東正義◆（衆・旧福島2区）
- 斎藤邦吉●（衆・旧福島3区）
- 二田孝治※（衆・比例東北）
- 登坂重次郎◆（衆・旧茨城3区）
- 丹羽喬四郎●（衆・旧茨城3区）
- 小平久雄※（衆・旧栃木2区）
- 福永健司●（衆・旧埼玉5区）
- 今井宏※（衆・埼玉3区）
- 福永信彦※（衆・埼玉5区）
- 名尾良孝●（参・埼玉県）
- 泰道三八※（衆・旧千葉1区）
- 水野清◆（衆・千葉13区）
- 実川幸夫※（衆・千葉13区）
- 戸沢政方※（衆・旧神奈川3区）
- 林潤※（衆・神奈川4区）
- 内田常雄●（衆・山梨県全県区）
- 堀内光雄※（衆・山梨2区）
- 天野公義※（衆・旧東京6区）
- 浜野剛◆（衆・旧東京9区）
- 小林多門※ (衆・東京24区)
- 小澤潔◆（衆・比例東京）
- 近藤元次●（衆・旧新潟1区）
- 近藤基彦※（衆・新潟2区）
- 吉川芳男◆（参・新潟県）
- 住栄作●（衆・旧富山1区）
- 住博司●（衆・富山2区）
- 宮腰光寛◆（衆・富山2区）
- 益谷秀次◆（衆・旧石川2区）
- 安田隆明◆（参・石川県）
- 平泉渉※（衆・福井県全県区）
- 山内一郎※（参・福井県）
- 小川平二◆（衆・旧長野3区）
- 下条進一郎※（参・長野県）
- 瓦力◆（衆・比例北陸信越）
- 白川勝彦※（衆・比例北陸信越）
- 村山達雄◆（衆・比例北陸信越）
- 金子一平◆（衆・旧岐阜2区）
- 金子一義◆（衆・岐阜4区）
- 高見三郎◆（衆・旧静岡1区）
- 栗原祐幸◆（衆・旧静岡2区）
- 原田昇左右◆（衆・静岡2区）
- 原田令嗣※（衆・静岡2区）
- 柳澤伯夫※（衆・静岡3区）
- 望月義夫●（衆・静岡4区）
- 浦野烋興※（衆・旧愛知4区）
- 浦野幸男●（衆・旧愛知4区）
- 三ツ矢憲生◆（衆・三重4区）
- 杉山憲夫◆（衆・比例東海）
- 土井真樹※（衆・比例東海）
- 堤康次郎●（衆・滋賀県全県区）
- 草野一郎平●（衆・滋賀県全県区）
- 藤井勇治※（衆・滋賀2区）
- 岩永峯一◆（衆・滋賀4区）
- 二之湯武史※（参・滋賀県）
- 谷垣専一●（衆・旧京都2区）
- 前尾繁三郎●（衆・旧京都2区）
- 奥田幹生◆（衆・京都2区）
- 植木光教◆（参・京都府）
- 林田悠紀夫◆（参・京都府）
- 大西宏幸※（衆・大阪1区）
- 左藤章※（衆・大阪2区）
- 左藤恵◆（衆・大阪2区）
- 竹本直一◆（衆・大阪15区）
- 砂田重民●（衆・旧兵庫1区）
- 大上司※（衆・旧兵庫4区）
- 服部安司◆（参・奈良県）
- 岸田文武●（衆・旧広島1区）
- 池田勇人●（衆・旧広島2区）
- 増岡博之※（衆・旧広島2区）
- 池田行彦●（衆・広島5区）
- 藤田正明◆（参・広島県）
- 溝手顕正※（参・広島県）
- 周東英雄◆（衆・旧山口1区）
- 萩原誠司※（衆・比例中国）
- 林義郎◆（衆・比例中国）
- 宮澤喜一◆（衆・比例中国）
- 村田吉隆◆（衆・比例中国）
- 大平正芳●（衆・旧香川2区）
- 真鍋賢二※（参・香川県）
- 塩見俊二◆（参・高知県）
- 塩崎潤◆（衆・旧愛媛1区）
- 今井勇◆（衆・旧愛媛3区）
- 森田一◆（衆・比例四国）
- 荒木万寿夫●（衆・旧福岡3区）
- 田中六助●（衆・旧福岡4区）
- 太田誠一※（衆・福岡3区）
- 荒巻隆三※（衆・福岡6区）
- 古賀誠◆（衆・福岡7区）
- 山本幸三※（衆・福岡10区）
- 大坪健一郎※（衆・佐賀県全県区）
- 金子岩三◆（衆・旧長崎2区）
- 北村誠吾●（衆・長崎4区）
- 金子原二郎◆（参・長崎県）
- 田浦直◆（参・長崎県）
- 吉田重延◆（衆・旧熊本2区）
- 小山長規◆（衆・旧宮崎2区）
- 持永和見◆（衆・旧宮崎3区）
- 宮崎茂一◆（衆・旧鹿児島1区）
- 保岡武久◆（衆・奄美群島）
- 加治屋義人◆（参・鹿児島県）
- 石井道子◆（参・比例区）
- 岡田広◆（参・比例区）
- 加納時男◆（参・比例区）
- 久世公堯◆（参・比例区）
- 嶋崎均●（参・比例区）
- 関口恵造◆（参・比例区）
- 西島英利※（参・比例区）
- 藤井基之◆（参・比例区）
- 水落敏栄※（参・比例区）
- 宮田輝●（参・比例区）
- 山口淑子◆（参・比例区）

## 備考
- 創設者の池田を始めとして広島県に圧倒的に強く、そのほか独立した派閥も含めると、領袖の出身地・地盤が京都府、福岡県、東北地方に偏っている[注 2]。
- 底なしで知られた創設者の池田以降、前尾、宮澤、岸田ら伝統的に酒豪の揃った派閥として知られ、会合や宴席では部外者が唖然とする光景が繰り広げられている[注 3]。
- 参議院議員の田中直紀（参2回・衆3回、新潟県）は、古賀派を経て中宏池会結成（2008年5月13日）にも参加していたが、無所属で民主党会派の衆議院議員・田中眞紀子の夫という立場でもあるため、2008年9月26日、「地元の事情」を理由に自由民主党に離党届を提出した。離党届が幹事長・細田博之預かりとなった後、10月15日に党本部から正式に離党を受理承認され、田中直紀は無所属となり、2009年8月に妻の田中真紀子と共に民主党に入党した。これは夫人からの選挙応援に差し障りがないようにするためと見られた[13][18][19]。